# 播州赤穂駅

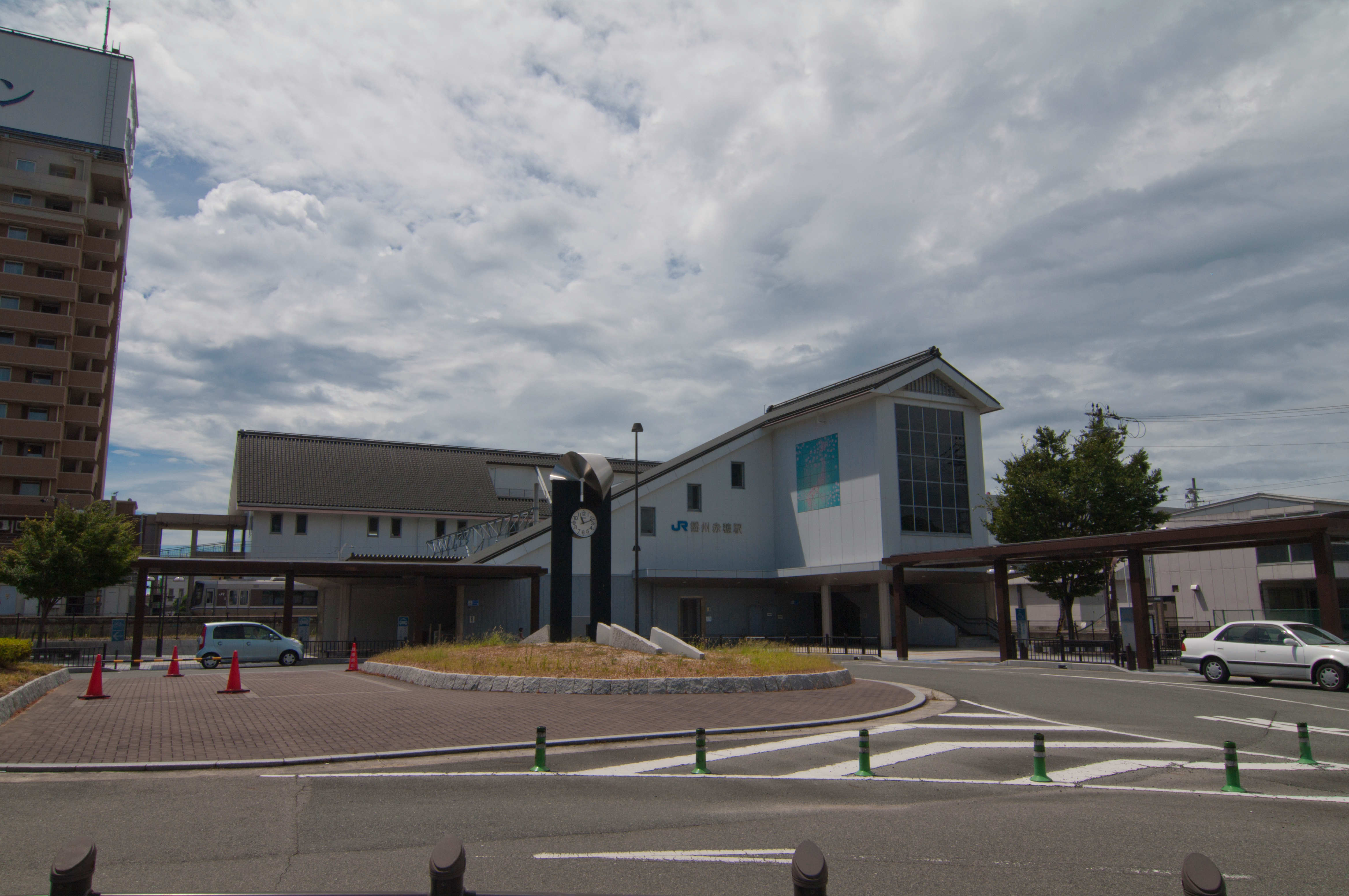
北側駅舎（2010年8月）

播州赤穂駅（ばんしゅうあこうえき）は、兵庫県赤穂市加里屋にある、西日本旅客鉄道（JR西日本）赤穂線の駅である。

## 概要
赤穂市の中心駅。また、赤穂線における列車運用の境界駅で、全列車が当駅で折返す。また、近畿統轄本部における同線列車運行区間は相生駅 - 当駅間であり、当駅以西は中国統括本部が列車運行を行う。このため、アーバンネットワーク・近畿エリアの路線図共に当駅以西は描かれていない。
ICOCA等のICカード乗車券は当駅以東で2003年11月に、当駅以西へは2018年9月に利用可能となっている。また、2018年10月からのPiTaPaのJR西日本ポストペイエリアは当駅が終端駅となる。 
現駅舎は第3回近畿の駅百選に選定されている。

## 歴史

### 年表
- 1951年（昭和26年）12月12日：国鉄赤穂線の終着駅として開設[1][2]。
- 1955年（昭和30年）3月1日：赤穂線当駅 - 日生駅間延伸[2]。
- 1962年（昭和37年）9月1日：赤穂線相生駅 - 東岡山駅間全通。
- 1984年（昭和59年）2月1日：荷物扱い廃止[2]。
- 1986年（昭和61年）11月1日：貨物取扱廃止[2]。
- 1987年（昭和62年）4月1日：国鉄分割民営化に伴い、JR西日本の駅となる[2]。
- 1997年（平成9年）3月8日：JR神戸線標準接近メロディ「さざなみ」導入[5]。
- 1998年（平成10年）12月2日：自動改札機を設置し、供用開始[6]。
- 2000年（平成12年）12月12日：橋上駅舎使用開始[7]。
- 2003年（平成15年）11月1日：相生駅 - 当駅間でICカード「ICOCA」が利用可能となる。
- 2006年（平成18年）10月1日：JR京都・神戸線運行管理システム・電光掲示板導入。
- 2015年（平成27年）3月12日：入線警告音見直しに伴い、接近メロディをJR神戸線標準接近メロディ「さざなみ」音質見直し版に再度変更[8]。
- 2018年（平成30年） 9月15日：東岡山方面でICカード「ICOCA」が利用可能となる[9]。
- 2024年（令和6年）
  - 11月11日：みどりの券売機プラスを導入[10]。
  - 11月30日：みどりの窓口の営業を終了[10]。
- 2025年（令和7年）
  - 6月4日：駅名標を活用した広告として「忠臣蔵のふるさと アース製薬 発祥の地」を掲出[11]

備考
- 以前は、駅東側にあった東洋紡績（現・東洋紡）赤穂工場（現・イオン赤穂店辺り）に貨物線が伸びていた（約0.5km）。
- なお、国鉄駅開設前の1921年（大正10年）から、国鉄駅開業前日まで赤穂鉄道播州赤穂駅がこの駅の約700m南側（現在のウエスト神姫赤穂営業所）にあった[1]。

### 駅名
駅名は当初、長野県の飯田線に赤穂駅（あかほえき、現・駒ケ根駅）が存在したので頭に「播磨国」（兵庫県西部の令制国名）の別称である「播州」を冠したものであるが、国鉄・JRの旧国名を冠した駅の中で正式な国名ではなく別称である「○州」と言う呼び方を採用しているのは当駅のみである。
これは別称である「○州」を冠することが国鉄において忌避される傾向が強い（飯山鉄道を戦時買収によって飯山線とした際、一部の駅名に冠されていた「信州」は正式国名の「信濃」に直したりしている）中で例外的なものである。なお、自動車（国鉄バス）線まで目を広げると上州草津駅（現在の草津温泉駅）のようなケースもある。

## 駅構造
単式・島式ホーム混合2面3線を有する列車交換・折返し可能な地上駅。橋上駅舎を備える。改札口は1ヶ所のみ。ホーム間は跨線橋で連絡する。かつては側線が何本もあったが、すべて撤去され、現在はホームに面する3線のみが存在する。
直営駅であり、みどりの券売機プラス設置。また、駅スタンプが設置されている。駅員は常駐するが、客からの問合わせは券売機横と改札に設置しているインターホンでコールセンターが対応する。
自由通路により南北を徒歩による通り抜けが可能。観光情報センターが設置されている。 キヨスクが駅開設と同時に営業開始したが、2016年3月に閉店している。

### のりば
両方向共に全定期列車が当駅始発である。
| のりば | 路線   | 方向 | 行先           | 備考                  |
| ------ | ------ | ---- | -------------- | --------------------- |
| 1      | 赤穂線 | 上り | 相生・姫路方面 |                       |
| 2      | 赤穂線 | 下り | 日生・岡山方面 | 一番列車のみ3番のりば |
| 3      | 赤穂線 | 上り | 相生・姫路方面 |                       |

付記事項
- 本項ではJR西日本公式サイト全域路線図[18]の表記に従い、岡山方面を赤色ので表記している。
- 1番のりばは一部の時間帯に、主に岡山方面の列車との接続のない列車が停車する（岡山方面からは1番ホームへの乗換がある）。また、1番のりばからも岡山方面への発車は可能であるが、現在定期列車は設定されていない。
- 夜間滞泊設定駅。

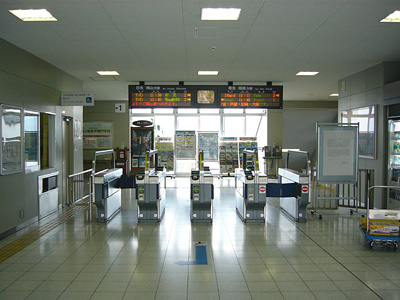
改札
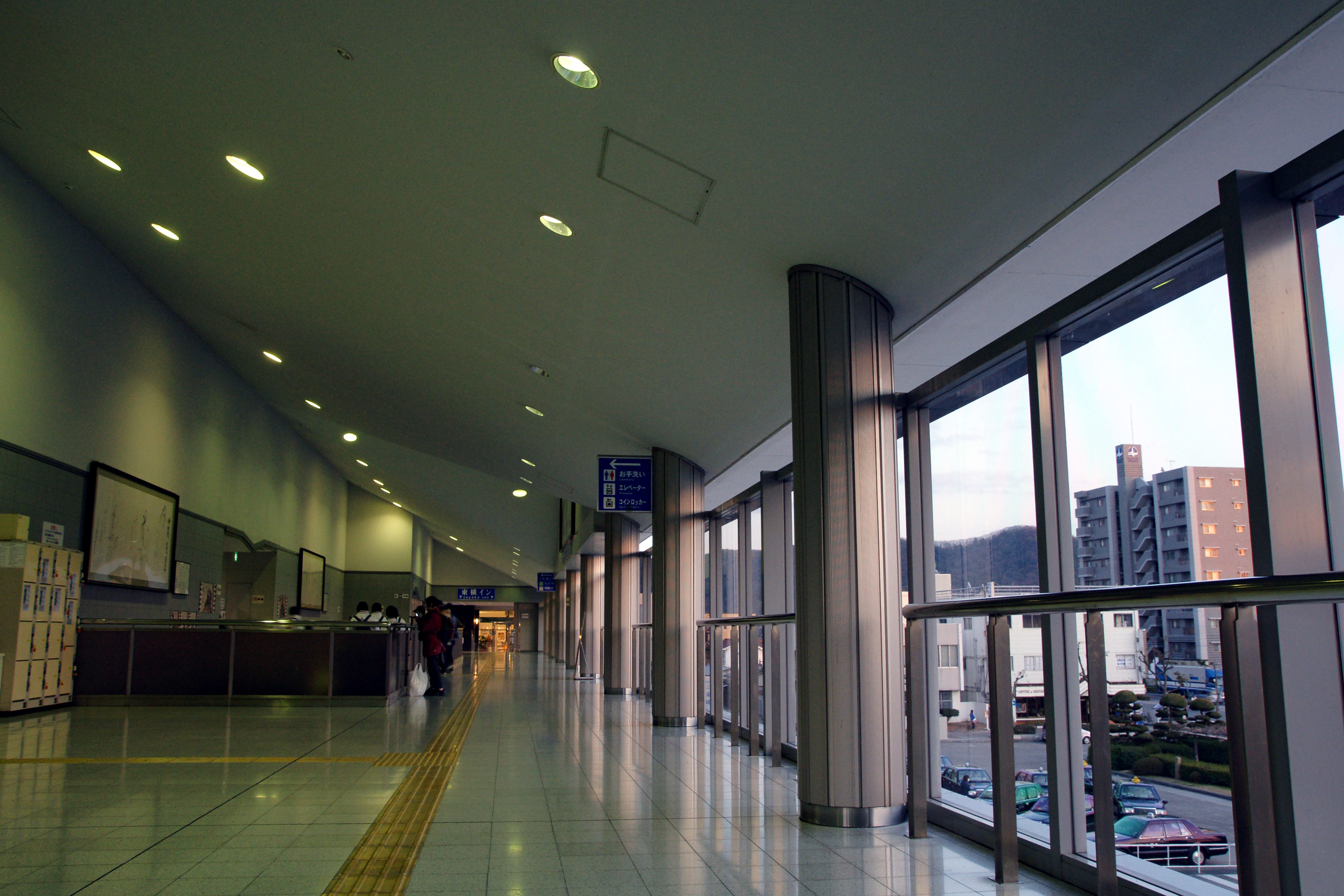
自由通路

## 駅弁
現在は駅弁を発売していないが、以前は相生駅で駅弁を販売していた「エノキ」と言う業者が当駅でも販売を行っていた。「瀬戸のしゃこめし」のほか、地元にゆかりのある忠臣蔵にちなむ「討入太鼓寿司」・「義士弁当」等の商品があった。

## 利用状況
「兵庫県統計書」によると、2023年（令和5年）度の1日平均乗車人員は3,551人である。
近年の1日平均乗車人員の推移は以下の通り。
| 年度               | 1日平均 乗車人員 |
| ------------------ | ---------------- |
| 1995年（平成07年） | 3,988            |
| 1996年（平成08年） | 4,049            |
| 1997年（平成09年） | 3,996            |
| 1998年（平成10年） | 3,987            |
| 1999年（平成11年） | 4,114            |
| 2000年（平成12年） | 3,885            |
| 2001年（平成13年） | 3,808            |
| 2002年（平成14年） | 3,718            |
| 2003年（平成15年） | 3,590            |
| 2004年（平成16年） | 3,652            |
| 2005年（平成17年） | 3,812            |
| 2006年（平成18年） | 3,961            |
| 2007年（平成19年） | 4,003            |
| 2008年（平成20年） | 4,013            |
| 2009年（平成21年） | 3,962            |
| 2010年（平成22年） | 3,876            |
| 2011年（平成23年） | 3,831            |
| 2012年（平成24年） | 3,946            |
| 2013年（平成25年） | 4,010            |
| 2014年（平成26年） | 3,890            |
| 2015年（平成27年） | 4,073            |
| 2016年（平成28年） | 4,136            |
| 2017年（平成29年） | 4,138            |
| 2018年（平成30年） | 4,137            |
| 2019年（令和元年） | 4,080            |
| 2020年（令和02年） | 3,087            |
| 2021年（令和03年） | 3,271            |
| 2022年（令和04年） | 3,438            |
| 2023年（令和05年） | 3,551            |

## 駅周辺

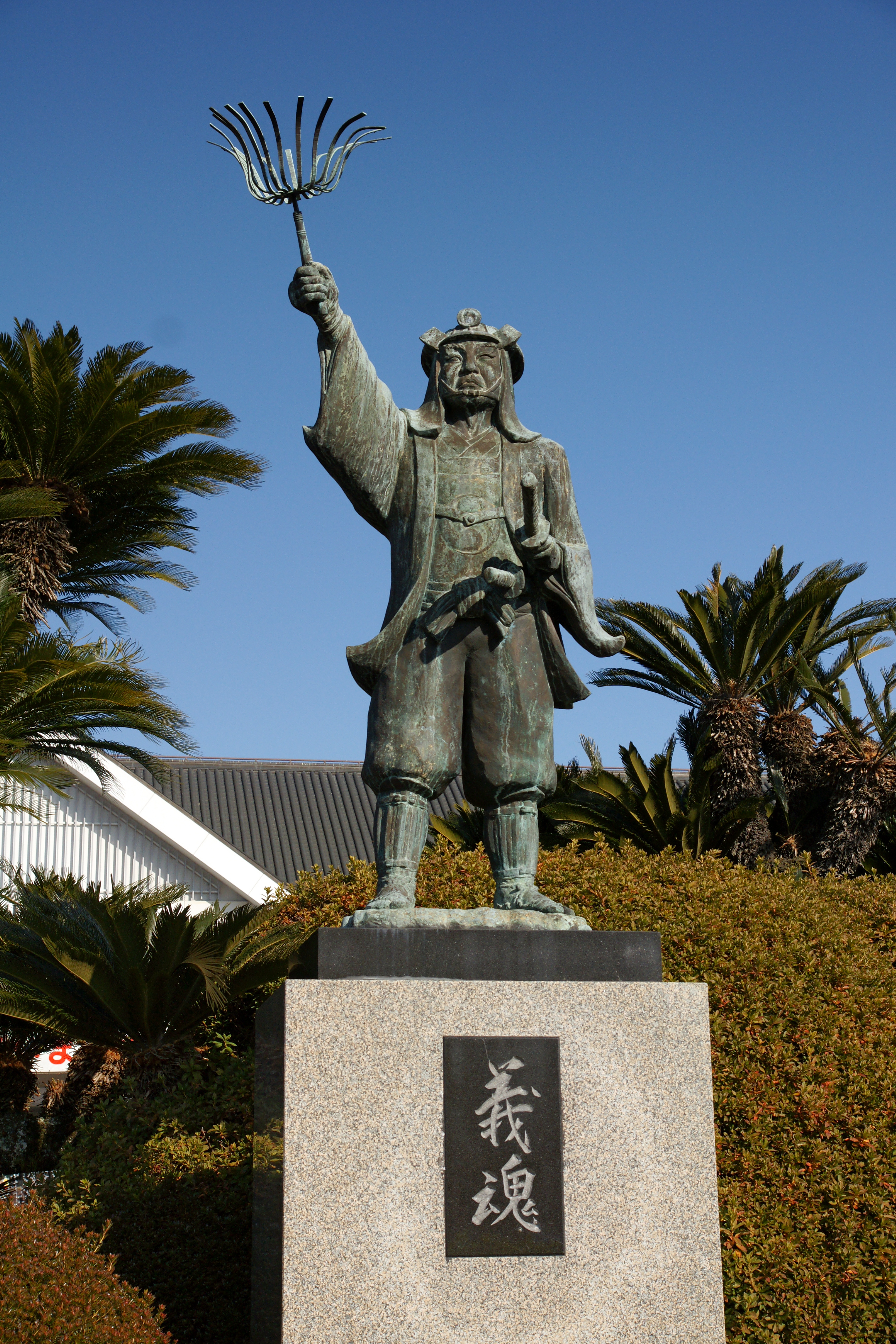
大石内蔵助像

- 東横INN播州赤穂駅前
- 赤穂市役所[21]
- 兵庫県赤穂警察署[21]
- 赤穂郵便局[22]
- 赤穂城址[1]
- 大石神社[1]
- 花岳寺[1]
- 赤穂市立歴史博物館[21]
- 赤穂市立民俗資料館[21]
- 国道250号
- 兵庫県道32号
- 兵庫県道96号
- ウエスト神姫「赤穂駅」停留所
- 淡陽信用組合赤穂支店
- イオン赤穂店
- スーパーセンタートライアル赤穂店
- エディオン 赤穂店
- 赤穂市立赤穂小学校
- ビートルズ文化博物館

## 駅周辺整備

### 商業棟
赤穂市が土地と建物を所有し、赤穂駅周辺整備株式会社がプラット赤穂を運営している。
JR播州赤穂駅周辺整備事業の一環として橋上駅舎化された駅舎とともに、2000年（平成12年）12月1日に開業。シネマコンプレックスプラット赤穂シネマ、うかいや書店赤穂店、ザ・ダイソープラット赤穂店のほか、飲食店・医院・美容院・写真店・携帯電話販売店など25店舗が入居した。しかし、商業棟とともに計画していたホテル棟の建設が中断したこと、テナント誘致を円滑に進めるために通常テナント側が負担する費用まで運営会社側で肩代わりをしたこと、またテナント側に有利な歩合制賃料を導入したことなどで収入が伸び悩む一方、で初期投資に必要な必要の大半を金融機関からの借入金で補ったため当初から赤字経営が続き、2002年度（平成14年度）決算で約1億1,500万円の債務超過に陥った。そのため、2003年（平成15年）10月に運営会社は神戸地裁に民事再生を申し立てた。その後経営再建の結果、単年度で黒字が出るまで改善した。

### ホテル棟

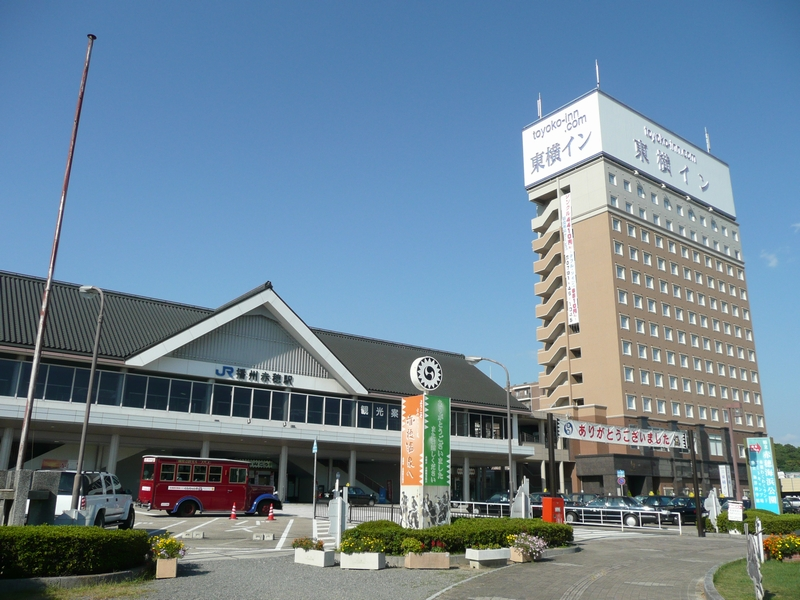
南側駅舎と連絡橋で直結する東横イン

JR播州赤穂駅周辺整備事業の一環として2008年（平成20年）11月11日に開業。東横インが東横イン播州赤穂駅前として管理運営する。当初、5階建て・102室のホテルが計画され、ワシントンホテルが入居する予定で2001年（平成13年）2月から基礎工事が行われていた。しかし、3月下旬にワシントンホテルは出店条件を管理運営委託方式に変更したのに対して建物所有者となる赤穂駅周辺整備事業が同意しなかったため、4月に基礎工事が完了した時点で建設が中断された。その後、赤穂市は2006年（平成18年）5月にワシントンホテルの建設予定地だった市有地約2410平方メートルを市内に本店がある事業者へ公募売却することを決定。入札の結果フジタが落札し、11階建て・215室のホテルを建設、東横インが管理・運営することが決まった。なお、東横インはJRの乗務員宿泊所も兼ねている。

### 年表
- 1969年（昭和44年）：赤穂駅北地区区画整理事業が完了する。
- 1978年（昭和53年）：駅の北口設置について赤穂市が国鉄に陳情。
- 1983年（昭和58年）：赤穂市が駅南東の国鉄用地を取得。
- 1985年（昭和60年）：横断歩道橋の設置について赤穂市が国鉄に陳情。
- 1986年（昭和61年）：赤穂市の総合計画に自由通路の新設が位置付けられる。
- 1989年（平成元年）2月：赤穂駅周辺土地利用計画が策定される。
- 1992年（平成4年）2月：赤穂駅周辺整備構想が策定される。
- 1993年（平成5年）
  - 3月：赤穂駅周辺整備基本計画が策定される。
  - 7月：赤穂市が駅南西の国鉄清算事業団用地を取得する。
- 1996年（平成8年）2月：赤穂駅周辺整備推進計画が策定される。
- 1998年（平成10年）
  - 6月：「赤穂駅周辺整備事業株式会社」が設立。
  - 10月：赤穂駅周辺整備計画が策定される。
  - 12月：赤穂市と赤穂駅周辺整備事業株式会社との間で赤穂駅周辺整備事業実施に関する協定が結ばれる。開発事業者（ディベロッパー）には大和ハウスを選定。
- 1999年（平成11年）
  - 2月：赤穂駅周辺整備事業・大和ハウス・赤穂市間で赤穂駅周辺整備に関する基本協定書を締結する。
  - 5月：赤穂市議会赤穂駅周辺整備調査特別委員会に基本計画の提出・説明が行われる。
- 2000年（平成12年）
  - 3月：プラット赤穂着工。
  - 12月1日：プラット赤穂が開業。
- 2001年（平成13年）
  - 2月：ホテル棟着工。
  - 4月：ホテル棟工事中断。
  - 9月：赤穂市が赤穂駅周辺整備事業株式会社の収支改善計画や建設が凍結されたホテルの転用計画、北爪照夫市長の給与カットが発表される。
  - 9月：赤穂駅周辺整備事業が金融機関から事業資金を借り入れる際、赤穂市が金融機関と損失補償を契約する。
  - 9月：赤穂駅周辺整備事業がプラット赤穂を取得する。
- 2002年（平成14年）12月：赤穂駅周辺整備事業が経営コンサルタントに依頼し、経営再建策検討開始。
- 2003年（平成15年）
  - 4月：経営コンサルタントによる土地・建物等の売却等、経費削減をまとめた報告書が完成。
  - 5月：赤穂駅周辺整備事業が大和ハウスを相手に調停を申立てる。
  - 10月31日：赤穂駅周辺整備事業が神戸地方裁判所に民事再生法に基づく申し立てを行う。
- 2004年（平成16年）
  - 3月19日：赤穂駅周辺整備事業が土地・建物を赤穂市に売却した上で再度市から建物を賃借し、発行済株式を10分の1に減資すること等をまとめた再生計画案を神戸地方裁判所に提出。
  - 7月29日：再生計画案認可が決定。
- 2008年（平成20年）11月11日：ホテル棟開業。

## その他
- ICOCAの使用履歴について、当駅は「播赤穂」と表記されている。

## 隣の駅
西日本旅客鉄道（JR西日本）
 赤穂線（上り）（全列車  山陽本線直通）
■新快速（姫路駅まで各駅に停車）・■普通（明石駅以東は快速）
坂越駅 - 播州赤穂駅
 赤穂線（下り）
播州赤穂駅 - （貨）西浜駅 - 天和駅